# Andreas Weber (Schwimmer)
Andreas Weber (* 3. April 1953 in Darmstadt) ist ein ehemaliger deutscher Schwimmer, der für die Bundesrepublik Deutschland startete.

## Sportliche Karriere
Andreas Weber schwamm für DSW 1912 Darmstadt. Bei den Deutschen Meisterschaften 1971, 1972 und 1975 wurde er Dritter über 200 Meter Lagen. 1972 siegte er zudem über 100 Meter Rücken. Zwei Jahre später belegte er bei den Deutschen Meisterschaften 1974 den dritten Platz über 100 Meter Schmetterling.
Mit dem Gewinn des Meistertitels 1972 gelang Weber zugleich die Qualifikation für die Olympischen Spiele in München. Dort schwamm Weber über 100 Meter Rücken die 28. Zeit unter 39 Startern. Über 200 Meter Lagen war Weber 19. unter 40 Teilnehmern. Die westdeutsche 4-mal-100-Meter-Lagenstaffel mit Andreas Weber, Walter Kusch, Lutz Stoklasa und Klaus Steinbach erreichte die elftbeste Vorlaufzeit und verfehlte die Finalteilnahme um 0,71 Sekunden.
Andreas Weber war 1972 noch Schüler. Später arbeitete er als Purser bei der Lufthansa.